# West Yorkshire
West Yorkshire är ett ceremoniellt grevskap och ett storstadslän (metropolitan county) i England som bildats ur det tidigare West Riding of Yorkshire. Det gränsar till Lancashire, Greater Manchester, Derbyshire, North Yorkshire och South Yorkshire.
West Yorkshire är indelat i fem storstadsdistrikt (metropolitan boroughs); Bradford, Calderdale, Kirklees, Leeds och Wakefield.
Dess fullmäktige avskaffades 1986 och mycket av dess befogenheter lades på de ingående distrikten. En del verksamhet sköts dock fortfarande gemensamt, numera som kommunalförbund, som exempelvis kollektivtrafiken, liksom polis, ambulans och andra former av utryckningsverksamhet.

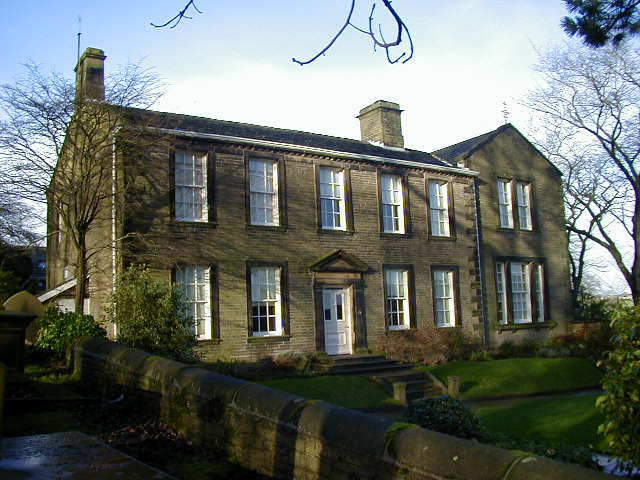
Huset i byn Haworth i West Yorkshire där systrarna Brontë växte upp. Byggnaden är idag museum.